# Ервандиди
Ервандидите или Оронтидите (на арменски: Երվանդունիների հարստություն или под тяхното първоначално име Yervanduni, Orontidi) са първата известна арменска династия.
Създават своята власт над Армения по времето на нашествието на скитите и мидийците през 6 век пр.н.е. Техните наследници са владетели в царство Софена и в Комагена до 72 г.
Името Оронт (Orontes) е елинизирана форма от арменското мъжко име Yervand, което произлиза от ирански. Името Orontes (Ὀρόντης) е доказано само на гръцки.

## Владетели

### Оронтидски царе по традиционната арменска хроника
- Оронт I Sакавакиатс (570 – 560 пр.н.е.)
- Тигран (560 – 535 пр.н.е.)
- Вахагн (530 – 515 пр.н.е.)
- Хидарн I (късния 6 век пр.н.е.)
- Хидарн II (ранния 5 век пр.н.е.)
- Хидарн III (средата на 5 век пр.н.е.)
- Ардашир (2. половина на 5 век пр.н.е.)

### Царе и сатрапи на Армения
- Оронт I (401 – 344 пр.н.е.)
- Дарий Кодоман (344 – 336 пр.н.е.)

### Оронтидска династия на Велика Армения
- Оронт II (336 – 331 пр.н.е.)
- Митрен (331 – 323 пр.н.е.)
- Пердика (чужд) (323 пр.н.е.)
- Неоптолем (чужд) (323 – 321 пр.н.е.)
- Евмен (чужд) (321 пр.н.е.)
- Михран (321 – 317 пр.н.е.)
- Оронт III (317 – 300 пр.н.е.)
- Сам (290 – 260 пр.н.е.) (260 – 243 пр.н.е.)
- Арсам I (260 – 228 пр.н.е.) (243 – 226 пр.н.е.)
- Харасп
- Арсам II
- Абдисар (225 – 215 пр.н.е.)
- Ксеркс (212 – 202 пр.н.е.)
- Оронт (212 – 200пр.н.е.)
- Птолемей (201 – 163 пр.н.е.)
- Владетелство на Селевкидите (200 – 189 пр.н.е.)
- Владетелство на Арташесидите (189 – 163 пр.н.е.)

### Оронтидски царе в Комагена
- Птолемей 163 – ок. 130 пр.н.е.
- Сам II ок. 130 – ок. 100 пр.н.е.

- Митридат I ок. 100 – 69 пр.н.е.
- Антиох I 69 – ок. 36 пр.н.е.
- Митридат II ок. 36 – 20 пр.н.е.
- Антиох II, принц
- Митридат III 20 – 12 пр.н.е.
- Антиох III 12 пр.н.е. – 17 г.
- Римско владение 17 – 38 г.
- Антиох IV 38 – 72 г. и неговата съпруга Йотапа